# Maximino Trácio
Caio Júlio Vero Maximino (em latim: Gaius Iulius Verus Maximinus; 173 - 238), mais tarde chamado Maximino Trácio, foi imperador romano de 235 a 238.

## Vida
Maximino nasceu por volta de 173 numa aldeia da Trácia. Segundo histórias coetâneas, sua família era camponesa e ele trabalhava como pastor. Foi fisicamente imponente quando jovem e serviu no exército, talvez sob Caio Júlio Maximino, governador da Dácia em 208, sob quem deve ter recebido a cidadania. Sua carreira perpassou nomeações a uma série de funções militares pequenas até as campanhas de Severo Alexandre (r. 222–235) contra o Império Arsácida, quando recebeu grandes funções. Com a intensificação dos combates contra os alamanos na fronteira norte do Império Romano, foi encarregado de recrutar e treinar tropas, que lhe foram muito leais. Em março de 235, de sua base junto ao Reno, perto de Mogoncíaco, as tropas fizeram-o imperador e mataram Alexandre.
Ao assumir, Maximiano se concentrou em atacar os alamanos pelo Reno. Os conselheiros imediatos de Alexandre foram demitidos ou mortos, enquanto muitos partidários foram deixados em posições de autoridade. Logo, porém, foi vítima de duas tentativas malogradas de golpe. A primeira, sob Magno, tinha como missão convencer os soldados a destruir a ponte que permitia a Maximino voltar através do Reno; a segunda, foi uma insurreição de soldados descontentes que acompanharam Alexandre do Oriente e defenderam o recém-dispensado governador provincial, Quartino, como imperador rival. Em 236, Maximino nomeou seu filho Máximo como César e deificou sua falecida esposa Cecília Paulina.
Invernou em Sirmio, na Panônia, e então fez guerra contra os dácios e sármatas ao norte do Danúbio. A prolongada guerra teve alto custo financeiro, que por sua vez aumentou o ressentimento dos aristocráticos que perderam sua riqueza com confiscos e extorsões. No início de 238, um funcionário do tesouro tentou aumentar as receitas com falsos julgamento contra alguns proprietários de terras africanos, o que deu pretexto a uma grande revolta. Os proprietários armaram seus clientes e agricultores. A turba armada entrou em Tisdro, onde assassinaram seu oficial e guarda-costas. Então, foram ao idoso governador provincial e o proclamaram como Gordiano I. Quando a notícia chegou em Roma, o senado abraçou a revolta. Novamente invernando em Sirmio, ao ser notificado, Maximino reuniu suas tropas e marchou à Itália.
A revolta na África colapsou rápido, mas o senado decidiu nomear Pupieno e Balbino como imperadores. A primeira cidade italiana na rota de Maximino a Roma era Aquileia, que fechou suas portas à guarda avançada do exército. Quando chegou, viu seu exército mal abastecido cercando a cidade, enquanto Pupieno já estava em Ravena reunindo tropas e impedindo uma marcha rápida ao centro da península. Após talvez apenas um mês de cerco, e insatisfeitos com a situação, uma legião foi à tenda do imperador no meio do dia e assassinou-o com seu filho, cujas cabeças foram cortadas e enviadas a Roma, enquanto seus corpos foram abusados e deixados aos animais.